# 急変
| ウィキペディアには「急変」という見出しの百科事典記事はありません（タイトルに「急変」を含むページの一覧/「急変」で始まるページの一覧）。 代わりにウィクショナリーのページ「急変」が役に立つかもしれません。 |